# Tag Team championship
Het Tag team championship is een worsteltitel die te winnen is bij een zogenaamde Tag Team Match. Dat houdt in dat er met twee of meer mensen per team tegen elkaar gevochten wordt. Hierbij is het de bedoeling dat van elk team 1 persoon in de ring begint. Je kunt met andere spelers uit je team omruilen door naar je eigen hoek van de ring te lopen en een zogenaamde TAG te maken. Dit houdt in dat je je teamgenoot een soort van high five geeft. Hierdoor komt de teamgenoot in de ring en moet de persoon die de tag uitvoerde buiten de ring gaan staan.
Er bestaan ook zogenaamde Tornado Tag wedstrijden. Hierbij staan alle mensen van beide teams tegelijkertijd in de ring.